# 정글은 언제나 맑은 뒤 흐림
《정글은 언제나 맑은 뒤 흐림》(일본어: ジャングルはいつもハレのちグゥ)는 작가 긴다이치 렌주로가 원작한 일본의 만화이다. 1996년부터 2003년까지 《월간 소년 간간》(스퀘어 에닉스)에서 발간되었다. 이후, 새롭게 《하레구우》(일본어: ハレグゥ》란 타이틀로, 같은 《월간 소년 간간》에서 2003년 2월호부터 2009년 10월호까지 발간되었다.
TV 애니메이션은 TV 도쿄 계열에서 2001년 4월 3일부터 9월 25일까지 방영되었다. 이후, 2002년 8월 25일에 《정글은 언제나 맑은 뒤 흐림 디럭스》, 2003년 12월 21일에 《정글은 언제나 맑은 뒤 흐림 FINAL》로, OVA 애니메이션이 발매되었다.